# 폭력행위 등 처벌에 관한 법률
폭력행위 등 처벌에 관한 법률(暴力行爲－等處罰－關－法律, 약칭: 폭처법) 이 법은 1961년 6월 20일에 법률 제625호로 제정되었으며, 그 후로도 3차례의 개정을 거쳤다. 이 법은 폭행·협박·상해 등의 강력범이 집단화·상습화하고, 또 이러한 범죄가 주로 야간에 이루어진다는 점에 비추어 이를 보다 엄하게 단속하고 처벌하자는 데에 그 목적이 있다.

## 판례
- 직무를 집행하는 공무원에 대하여 위험한 물건을 휴대하여 고의로 상해를 가한 경우에는 특수공무집행방해치상죄만 성립할 뿐, 이와는 별도로 폭력행위 등 처벌에 관한 법률 위반(집단·흉기 등 상해)죄를 구성하지 않는다.[1]

### 제3조 흉기 기타 위험한 물건
- 폭력행위등처벌에관한법률 제3조 제1항에 있어서 '위험한 물건'이라 함은 흉기는 아니라고 하더라도 널리 사람의 생명, 신체에 해를 가하는 데 사용할 수 있는 일체의 물건을 포함한다고 풀이할 것이므로, 본래 살상용·파괴용으로 만들어진 것뿐만 아니라 다른 목적으로 만들어진 칼·가위·유리병·각종공구·자동차 등은 물론 화학약품 또는 사주된 동물 등도 그것이 사람의 생명·신체에 해를 가하는 데 사용되었다면 본조의 '위험한 물건'이라 할 것이며, 한편 이러한 물건을 '휴대하여'라는 말은 소지뿐만 아니라 널리 이용한다는 뜻도 포함하고 있다. 견인료납부를 요구하는 교통관리직원을 승용차 앞범퍼 부분으로 들이받아 폭행한 사안에서, 승용차가 폭력행위등처벌에관한법률 제3조 제1항 소정의 '위험한 물건'에 해당한다[2]

##### 해당하는 물건
- 새벽에 인적이 없는 야산에서 폭력조직의 선배가 나이 어린 후배들을 집합시켜 엎드리게 한 다음 길이 150cm, 지름 7cm의 쇠파이프와 길이 100cm, 굵기 4cm 내지 5cm의 각목으로 엉덩이와 허벅지 부분을 1인당 70대씩 때려 피멍이 들게 한 경우, 그 쇠파이프와 각목은 폭력행위등처벌에관한법률 제3조 제1항 소정의 '위험한 물건'에 해당한다.[3]
- 깨어지지 아니한 상태의 맥주병[4]
- 당구 큐대[5]
- 승용차로 피해자를 들이받은 경우[6]
- 고속도로상에서 승용차로 피해자가 운전하는 승용차의 진행을 방해한 경우[7]
- 삽날 길이 21cm가량의 야전삽[8]
- 위험한 물건인 자동차를 이용하여 다른 사람의 자동차 2대를 손괴한 이상 상대방이 그 위험한 물건의 존재를 인식하지 못하였거나 그 위험한 물건의 사용으로 생명 또는 신체에 위해를 입지 아니하였더라도 폭처법 제3조 제1항 위반죄가 성립한다.[9]
- 범행 현장에서 범행에 사용하려는 의도 아래 위험한 물건인 화훼용 가위를 소지하거나 몸에 지닌 이상 그 사실을 피해자가 인식하거나 실제로 범행에 사용하였을 것까지 요구되는 것은 아니다.[10]
- 알루미늄 야구방망이[11]

##### 해당하지 않는 물건
- 용법에 따라서는 사람을 살상할 수 있는 물건이 폭력행위등 처벌에 관한 법률 제3조 제1항 소정의 위험한 물건인지의 여부는 구체적인 사안에 따라서 사회통념에 비추어 그 물건을 사용하면 그 상대방이나 제3자가 곧 위험성을 느낄 수 있는가의 여부에 따라 이를 판단하여야 할 것이므로 쇠파이프(길이 2미터, 직경 5센치미터)로 머리를 구타당하면서 이에 대항하여 그곳에 있던 각목(길이 1미터, 직경 5센치미터)으로 상대방의 허리를 구타한 경우에는 위 각목은 위 법조 소정의 위험한 물건이라고 할 수 없다.[12]
- 폭력행위등처벌에관한법률 제3조 제1항 소정의 위험한 물건의 위험성 여부는 구체적인 사안에 따라서 사회통념에 비추어 그 물건을 사용하면 그 상대방이나 제3자가 곧 위험성을 느낄 수 있으리라고 인정되는 물건인가의 여부에 따라 이를 판단하여야 할 것인바, 피해자가 먼저 식칼을 들고 나와 피고인을 찌르려다가 피고인이 이를 저지하기 위하여 그 칼을 뺏은 다음 피해자를 훈계하면서 위 칼의 칼자루 부분으로 피해자의 머리를 가볍게 쳤을 뿐이라면 피해자가 위험성을 느꼈으리라고는 할 수 없다.[13]
- 상해행위 과정에서 사용한 당구공이 폭력의 정도와 결과 등에 비추어 폭력행위 등 처벌에 관한 법률 제3조 제1항의 ‘위험한 물건’에 해당하지 않는다[14]
- 자동차를 이용하여 다른 자동차를 충격한 사안에서, 위 자동차가 폭력행위 등 처벌에 관한 법률 제3조 제1항에 정한 ‘위험한 물건’에 해당하지 않는다[15]

### 제3조 휴대하여
소지뿐만 아니라 널리 이용하는 것도 포함된다고보며 승용차를 운전하여 가해한 경우나 승용차를 운전하여 피해자 차량의 진행을 방해한 경우, * 깨어진 유리조각을 들고 피해자에게 던진 경우 등은 휴대로 보았으나 범행에 사용하려는 의도 아래 흉기를 휴대하는 것에 한하고, 그 범행과 무관하게 우연히 소지한 경우는 포함되지 않는다.장칼 2개를 자신의 아파트에 보관한 경우나 청산염 2g 정도를 협박편지에 동봉 우송하여 피해자에게 도달케 한 경우는 휴대가 아니라고 보았다.

### 기타
- 수인이 흉기를 휴대하여 타인의 건조물에 침입하기로 공모한 후 그 중 일부는 밖에서 망을 보고 나머지 일부만이 건조물 안으로 들어갔을 경우 폭처법 제3조 제1항의 특수주거침입죄의 구정요건이 충족되었는지 여부는 직접 건조물에 들어간 범인을 기준으로 하여 그 범인이 흉기를 휴대하였다고 볼 수 있느냐의 여부에 따라 결정한다.[23]
- 피고인에게 적용된 경범죄처벌법 제1조 제26호(인근소란등)의 범칙행위와 흉기인 야채 손질용 칼 2자루를 휴대하여 피해자의 신체를 상해하였다는 폭력행위 등 처벌에 관한 법률 위반(집단, 흉기등상해)의 공소사실은 기본적 사실관계가 동일한 것으로 평가할 수 없어 위 범칙행위에 대한 범칙금 납부의 효력이 위 공소사실에 미치지 아니한다.[24]